# Blękwit
Blękwit – wieś krajeńska w Polsce położona w województwie wielkopolskim, w powiecie złotowskim, w gminie Złotów, przy skrzyżowaniu drogi wojewódzkiej nr 188 z drogą wojewódzką nr 189. 
Według danych z 1 stycznia 2021 roku wieś liczyła 392 mieszkańców.
Wieś szlachecka, własność wojewody płockiego Piotra Potulickiego, około 1580 roku leżała w powiecie nakielskim województwa kaliskiego. W latach 1975–1998 miejscowość administracyjnie należała do województwa pilskiego.